# Кирил Рилски (Битуше)
Вижте пояснителната страница за други личности с името Кирил Рилски.
Кирил Рилски е български духовник от Македония.

## Биография
Роден е в 1861 година със светското име Киприян Стефановски в западномакедонското дебърско мияшко село Битуше, затова сам се подписва Мияк. Става послушник в Рилския манастир на 14 септември 1878 година и на 29 ноември 1880 година е замонашен от игумена Кирил Рилски при архимандрит Теофилакт Рилски. Завършва Киевската духовна семинария със стипендия издействана от Иван Палмов. В йеродяконски чин е ръкоположен на 28 май 1884 година в Рилския манастир от сръбския митрополит Михаил Белградски, който е на посещение в манастира. На 7 януари 1890 година е ръкоположен за йеромонах от викария на митрополит Платон Киевски – епископ Силвестър Каневски. В 1895 година завършва Киевската духовна академия като кандидат на богословието.
След завръщането си в България през 1895 година преподава в Самоковската духовна семинария. На следната 1896 година обаче заминава за Османската империя, за да помогне за утвърждаването на българското църковно и просветно дело. Първоначално става председател на българската църковна община в Ксанти. През 1898 – 1899 година преподава в Цариградската духовна семинария. От 1900 до 1908 година е председател на българската църковна община в Гевгели. През 1909 г. е назначен за управляващ на Одринската епархия. През май 1911 година е преместен за управляващ на Драмската българска епархия. През август 1913 г. след Междусъюзническата война бяга от завладения от гръцки войски Драма и през 1914 г. е протосингел във Видин при Кирил Видински.
При освобождението на Дебърско през 1915 година и смъртта на митрополит Козма Дебърски през януари 1916 година, населението на Дебърско се обръща с молба към Светия синод на Българската екзархия архимандрит Кирил да бъде назначен за управляващ на Дебърската епархия, тъй като е родом от този край. Синодът препоръчва на управляващия епархията митрополит Борис Охридски да назначи Кирил за свой протосингел в Дебър. Архимандрит Кирил Рилски пристига в Дебър на 26 април 1916 година. Управлява епархията до 18 декември 1918 година, когато след края на войната и изтеглянето на българските войски предава управлението на сръбските духовни власти.
В 1922 година е кандадат за софийски митрополит и остава втори с 26 гласа. В 1924 година се установява в Рилския манастир като изповедник. Игумен е на манастира 1 януари 1929 до 1 септември 1933 година. При управлението му са завършени водопроводът и канализацията на манастира и той е електрифициран. Построена е нова сграда за метоха в Рила и нов ресторант-хотел. Образуван е фонд „Рилски манастир“, в който към 1 юли 1933 г. има 33 милиона лева.
В 1931 година е заедно с епископ Иларион Нишавски, йеромонах доктор Йероним Стамов, свещеник Христо Буцев и протойерей Трифон Стоянов е част от Делегацията на македонското духовенство, посетила серия столици в Европа и отправила петиция до Обществото на народите в Женева.
Умира на 22 октомври 1946 година. Погребан е в манастирското гробище.
Архимандрит Кирил издава със свои средства книгите „Кратки спомени из миналия ми живот (1861–1931 г.)“, София, 1931 г. и „Българската самостоятелна църква в Илирия на Балканския полуостров и нейната апостолска древност“, София, 1930 г. В последната развива автохтонистки тези, подобни на античния македонизъм.